# Barberêche
Barberêche is een gemeente in het Franstalige gedeelte (drie kwart van de bevolking is Franstalig) van het Zwitserse kanton Fribourg in het district See. De gemeente telt 527 inwoners. De gemeente ligt direct aan het Schiffenenmeer.
De gemeente bestaat uit de kernen Barberêche en Pensier. Daarnaast zijn er nog een aantal huizengroepjes met de namen Hobelet, Villaret, Breilles, Petit Vivy, Grand Vivy en Grimoine.
De spoorweg van Fribourg naar Murten loopt over het grondgebied van de gemeente, evenals de hoofdweg tussen Fribourg en Murten. De belangrijkste economische activiteit bestaat uit veeteelt, landbouw en fruitteelt.
Barbarêche werd voor het eerst in een oorkonde genoemd in 1154 met de naam Barbereschi. Later kwamen nog de benamingen. Barberesche (1173), Barbaresche (1180), Barbareschi (1182) en Barbarica (1423) voor. Vermoedelijk is de plaats vernoemd naar een familie met de naam Barbar(i)us.

## Zoon van de gemeente
Voormalig Bondsraadslid Joseph Deiss woont hier en was ook gedurende langere tijd gemeentepresident.